# Acalypha spachiana
Acalypha spachiana är en törelväxtart som beskrevs av Henri Ernest Baillon. Acalypha spachiana ingår i släktet akalyfor, och familjen törelväxter. Inga underarter finns listade i Catalogue of Life.